# Atiba Harris
Atiba Harris (Monkey Hill, 9 januari 1985) is een voetballer afkomstig uit Saint Kitts en Nevis. Hij verruilde in 2015 San Jose Earthquakes voor FC Dallas.

## Clubcarrière
Harris tekende in 2004 bij het Spaanse Cádiz. Na een onsuccesvolle periode in Spanje tekende hij in 2006 bij Real Salt Lake uit de Amerikaanse Major League Soccer. In december van 2007 werd hij naar Chivas USA gestuurd. Daar werd hij na vijf goals en 7 assists in tweeënveertig wedstrijden naar FC Dallas gestuurd inruil voor Marcelo Saragosa. Hij maakte zijn eerste doelpunt voor Dallas op 12 september 2009 tegen Los Angeles Galaxy. Op 24 november 2010 werd Harris door Vancouver Whitecaps geselecteerd in de MLS Expansion Draft. Bij Vancouver Whitcaps speelde hij twaalf wedstrijden waarin hij twee keer scoorde en drie assists gaf. Op 3 december 2012 vertrok Harris naar Colorado Rapids. Op 2 maart 2013 maakte Harris zijn debuut voor Colorado tegen FC Dallas. Op 6 april 2013 scoorde hij tegen Real Salt Lake zijn eerste doelpunt voor Colorado. Op 7 januari 2014 werd hij naar San Jose Earthquakes gestuurd inruil voor Marvin Chavez. Hij speelde daar in één seizoen in vierentwintig competitiewedstrijden waarin hij vier doelpunten maakte en twee assists gaf. In december van 2014 werd hij gekozen door FC Dallas in de MLS Re-Entry Draft 2014.

## Interlandcarrière
Harris debuteerde in 2003 in het nationale team van Saint Kitts en Nevis.

## Trivia
Atiba Harris is de neef van Engels international Micah Richards.